# 嗅覚閾値
嗅覚閾値（きゅうかくしきいち）とは、何らかの化学物質が嗅覚によって感知され得る、化学物質の濃度の境界の値である。なお、生物種によって、空気中の匂いを感ずるだけでなく、水中の匂いを感ずる例も知られている。ただし、我々は嗅覚について充分に理解できていないのが、21世紀初頭の現状である。

## 嗅覚のパラメータ
嗅覚に関係した化学物質の受容体は、その遺伝子が多数存在する事が知られている

。
嗅覚については未解明な部分が多いものの、恐らく、次のようなパラメータが関係しているのではないかとも言われている。
- 分子の形状。なお、鏡像異性体も普通は区別される[注釈 1]。
- 分子内の電子密度の偏りの具合、つまり、極性。
- 分子量の違い。
- 同じ分子でも、濃度が大きく異なる場合に、別な匂いに感じたりする[注釈 2]。
- 複数の分子が混合している場合に、匂いの性状が変わる場合が有る。

しかしながら、例えば、カンファ―とヘキサクロロエタンとシクロオクタンなどは、いずれも樟脳の匂いにヒトには感じられる。それなのに、分子の極性で言えば、シクロオクタンには極性が無く、カンファ―やヘキサクロロエタンには極性が有り、そして、そもそも、これらは分子量も、分子の形状も全く異なっているのに、似た匂いに感じられる以上、ここまでに挙げたパラメータには矛盾も見られる。

## 嗅覚閾値の変化
臭気を有した化学物質の側の問題ではなく、生体の嗅覚閾値その物が変化してしまう場合が有る事も知られている。

### 嗅盲の問題
ヒトにおいて、ある匂いを一般的なヒトは感知できるのに、一部のヒトで、その匂いが感知できない場合が有る。これを嗅盲などと言う。例えば、遺伝的にシアン化水素の匂いを感じない、シアン化水素に対して嗅盲のヒトが、1割程度はいると見積もられている

。
このように、嗅覚閾値には、たとえ生物として同じ種であっても個体差が存在し、場合によっては、嗅覚閾値が正の無限大、つまり、その匂いを全く感じない個体の存在も知られている。

### 嗅覚の疲労
同じ匂いを嗅ぎ続けていると、その匂いに鈍感になっていく嗅覚の「疲労」（嗅覚疲労）が起きる。
また、体が疲労状態でも、においを検知しずらくなる。

### ヒトの意識の問題
臭気を有した化学物質が同じように存在しても、意識して匂いを能動的に嗅ごうとした場合と、何も意識せずに受動的に匂いを感じた場合とで、嗅覚閾値は異なり得る。

## 食べ物の香りの場合
食べ物の香りの場合は、たとえ生体側の嗅覚の条件が同じだったとしても、次のような要素によって、匂いの感じ方が修飾され得る。
- 付近に漂う、何らかの臭気を有した化学物質の有無。
- 食べ物に含まれる空気の比率。
- 食べ物に含まれる臭気を有した化合物の濃度。
- 臭気を有した化合物の水や油への溶解度。
- 食べ物の温度の変化による、臭気を有した化合物の揮発性の変化。
- 食べ物のpHの値[注釈 5]。

## 強烈な匂いを有した化合物の例
- (Z)-8-テトラデセナールは、水の中に、0.009 ppbの濃度で存在しただけで、その臭気を感じられる[5]。
- p-バニルグアイアコール（英語版）は、10 ppbの濃度で存在しただけで、その臭気を感じられる[6]。